# Vau (Portugal)
Vau is een plaats (freguesia) in de Portugese gemeente Óbidos en telt 875 inwoners (2001).